# Jean-Baptiste Bernaz
Jean-Baptiste Bernaz (Fréjus, 18 de julio de 1987) es un deportista francés que compite en vela en la clase Laser.
Ganó dos medallas en el Campeonato Mundial de Laser, oro en 2022 y plata en 2016, y una medalla de plata en el Campeonato Europeo de Laser de 2007.
Participó en cuatro Juegos Olímpicos de Verano, entre los años 2008 y 2016, ocupando el octavo lugar en Pekín 2008, el quinto en Río de Janeiro 2016 y el sexto en Tokio 2020.

## Palmarés internacional
| \| Campeonato Mundial \| Campeonato Mundial \| Campeonato Mundial \| Campeonato Mundial \| \| Año \| Lugar \| Medalla \| Clase \| \| ------------------ \| ------------------------ \| ------------------ \| ------------------ \| \| 2016 \| Nuevo Vallarta (México) \| Medalla de plata \| Laser \| \| 2022 \| Puerto Vallarta (México) \| Medalla de oro \| Laser \| \| Campeonato Europeo \| \| \| \| \| Año \| Lugar \| Medalla \| Clase \| \| 2007 \| Hyères (Francia) \| Medalla de plata \| Laser \| |                          |                  |       |
| Campeonato Mundial |                          |                  |       |
| Año | Lugar                    | Medalla          | Clase |
| 2016 | Nuevo Vallarta (México)  | Medalla de plata | Laser |
| 2022 | Puerto Vallarta (México) | Medalla de oro   | Laser |
| Campeonato Europeo |                          |                  |       |
| Año | Lugar                    | Medalla          | Clase |
| 2007 | Hyères (Francia)         | Medalla de plata | Laser |